# کسری وفاداری
کسری وفاداری (۹ فروردین ۱۳۲۵ – ۲۷ اردیبهشت ۱۳۸۴) پژوهشگرِ فرهنگ و تاریخ، استادِ دانشگاه و فعالِ فرهنگی بود.
وی تحصیلات فروانی در موضوعات تاریخی، آموزشی، حقوقی و ادبی داشته‌است و علاوه بر پژوهش پیرامونِ تاریخ و مزدیسنا فعالیت‌های فرهنگی و آموزشیِ بسیاری در داخل و خارج از ایران انجام داده‌است.

## تحصیلات
کسری وفاداری بعد از گذراندن تحصیلات مقدماتی در تهران و انگلستان مدارک کارشناسی ادبیات انگلیسی و تاریخ اروپایی را از دانشگاه بوستون ایالت ماساچوست آمریکا و همچنین مدرک کارشناسی تمدن معاصر انگلیس و آمریکا را از دانشگاه سوربن پاریس دریافت نمود. او دوره کارشناسی ارشد آموزش و پرورش در دانشگاه تربیتی دوبلین ایرلند با پایان‌نامه آموزش مارکسیسم و دوره کارشناسی ارشد آموزش مدرن در دانشگاه سامرهیل را با پایان‌نامه آموزش و پرورش و تمدن معاصر انگلیس و آمریکا گذراند.
او سپس دکترای آموزش و پرورش را با پایان‌نامه مقایسه برنامه آموزشی دبیرستان‌های دولتی انگلیس و فرانسه دریافت کرد.

## فعالیت و نقش‌ها
وفاداری در طول زندگانی خود نقش‌های زیادی از جمله موارد زیر داشته‌است:
- آموزگار و هموند هیئت مدیره دانشگاه پاریس
- فرنشین انجمن زرتشتیان فرانسه
- هموند انجمن ایران شناسان اروپا
- آموزگار دانشگاه شهید بهشتی (دانشگاه ملی پیشین)
- معاونت انجمن رودکی در فرانسه
- هموند سازمان بین‌المللی کارشناسان دین زرتشتی در ژنو
- هموند انجمن تاریخ و تمدن کشورهای مدیترانه
- معاونت آموزشی استخدام و توسعه شرکت نفت
- هموند انجمن زرتشتیان تهران

او در سال ۱۳۷۶ به ایران بازگشت و در سال ۱۳۷۹ در خانه پدری خود در تهران و همچنین با خرید خانه بزرگی در یزد دوره‌های برای انجام فعالیت‌های فرهنگی برای جوانان با موضوعاتی مانند تاریخ ایران باستان، شاهنامه خوانی، معماری ایرانی و زرتشتی و… تشکیل داد.

## آثار
از کتاب‌های منتشرشده توسط او می‌توان دو کتاب زیر را نام برد:
- در راه شناخت دین زرتشت
- عکس‌های زرتشتیان ایران

## ماجرای قتل
کسرا وفاداری در سفری که به پاریس داشت در ۲۷ اردیبهشت ۱۳۸۴ هجری خورشیدی، (شامگاه ۲۶ اردیبهشت) قبل از زمانی که قرار بود به ایران بیاید در خانه خود که در حومهٔ پاریس قرار داشت توسط فردی با ضربات چاقو به قتل رسید که بعد از جستجوی پلیس فرانسه دستگیر و چند سال بعد در دادگاهی در فرانسه در تاریخ اسفند ۱۳۸۷ مجرم شناخته شده و به ۱۴ سال حبس محکوم شد.